# Handschrift 102
Handschrift 102 is een handschrift met teksten die werden geschreven tussen 1290 en 1490. Het handschrift bevat de incomplete versie van de geglosseerde Brieven van Paulus en is afkomstig uit het voormalige kartuizerklooster Nieuwlicht (bij Utrecht). Tegenwoordig wordt HS. 102 bewaard in de Universiteitsbibliotheek Utrecht. Het is te citeren als: Universiteitsbibliotheek Utrecht HS. 102 (4F2).

## Herkomst
HS. 102 is afkomstig uit het Kartuizerklooster Nieuwlicht in Utrecht, waar het ook werd voltooid.  Het klooster werd gesticht in het laatste decennium van de veertiende eeuw door Zweder van Gaasbeek. Kartuizers streefden naar een leven van contemplatie en afzondering.  Lezen en schrijven was daarbij belangrijk; in klooster Nieuwlicht werden daarom veel middeleeuwse handschriften vervaardigd.
De oudste gedeelten uit het handschrift (fol. 108r -163v) zijn niet geschreven in dit klooster. Ze dateren uit de dertiende eeuw, nog voor de stichting van klooster Nieuwlicht.  De nieuwere delen uit het handschrift werden door verschillende kopiisten in de vijftiende eeuw in Nieuwlicht geschreven. Er werden toen meer paulijnse brieven en uitgebreid commentaar toegevoegd en de teksten werd ingebonden in een band met houten platten.

## Inhoud
Dit handschrift bevat de toelichting op de paulijnse brieven en uittreksels uit de originele tekst. Het bevat geglosseerde commentaren op de brieven aan de Galaten, Titus, Filemon en de Korintiërs. De auteur van de originele tekst was Hiëronimus van Stridon (347-420). Zijn commentaren vullen het grootste deel van het handschrift. De brieven van Paulus vormen een belangrijk onderdeel van het Nieuwe Testament. Ze werden al sinds het begin van de jaartelling door diverse auteurs van commentaar voorzien.  De vier kerkvaders (waaronder Hiëronimus van Stridon) hielden zich actief bezig met commentaren op de brieven van Paulus. Hiëronimus baseerde zich hiervoor op Origines en andere theologen.

### Commentaar
Het handschrift bevat twee manieren van glosseren. Van fol. 1r-107v is de tekst paginabreed geschreven. De originele tekst van de paulijnse brieven is opgenomen in het commentaar. Voor het onderscheid zijn de originele passages uit de brieven met rood onderstreept. Op fol. 108r-163v is de tekst van de brieven groter geschreven, met de kleinere commentaren ernaast in een aparte kolom ofwel tussen de regels van de originele tekst. Fol. 164r-172v bevat alleen maar commentaar, als aanvulling op het oudste deel van het handschrift. Hector van Moerdrecht, een van de latere kopiisten, voegde pagina’s toe aan de brief aan de Galaten en vermeldde dit in de inhoudsopgave op fol. 2v.

## Het manuscript
HS. 102 heeft een moderne 20e-eeuwse band van leer over houten platten, met twee boeksloten. Het handschrift bestaat uit 172 perkamenten folia die zijn geschreven in de 13e en 15e eeuw. Fol. 108r-163v stammen uit de 13e eeuw; de rest is toegevoegd in de 15e eeuw. De bladen van het oude gedeelte zijn veel geler dan die uit de 15e eeuw. Ze bevatten ook gaten in het perkament. Soms zijn die gerepareerd met draad. De meeste folia tonen nog de prikking en liniëring. Aangezien er meerdere schrijvers aan dit handschrift werkten, varieert de liniëring in het manuscript.

### Schrift
Twee verschillende vormen van gotisch schrift zijn hier gebruikt: de Littera Textualis en de Littera Hybrida. Het verschil is goed te zien bij de letter ‘a’ en de lengte van de letters ‘s’/’f’. Bij de Littera Textualis is de ‘a’ geschreven in twee pennestreken en steken de ‘s’/’f’ niet onder de schrijflijn uit.

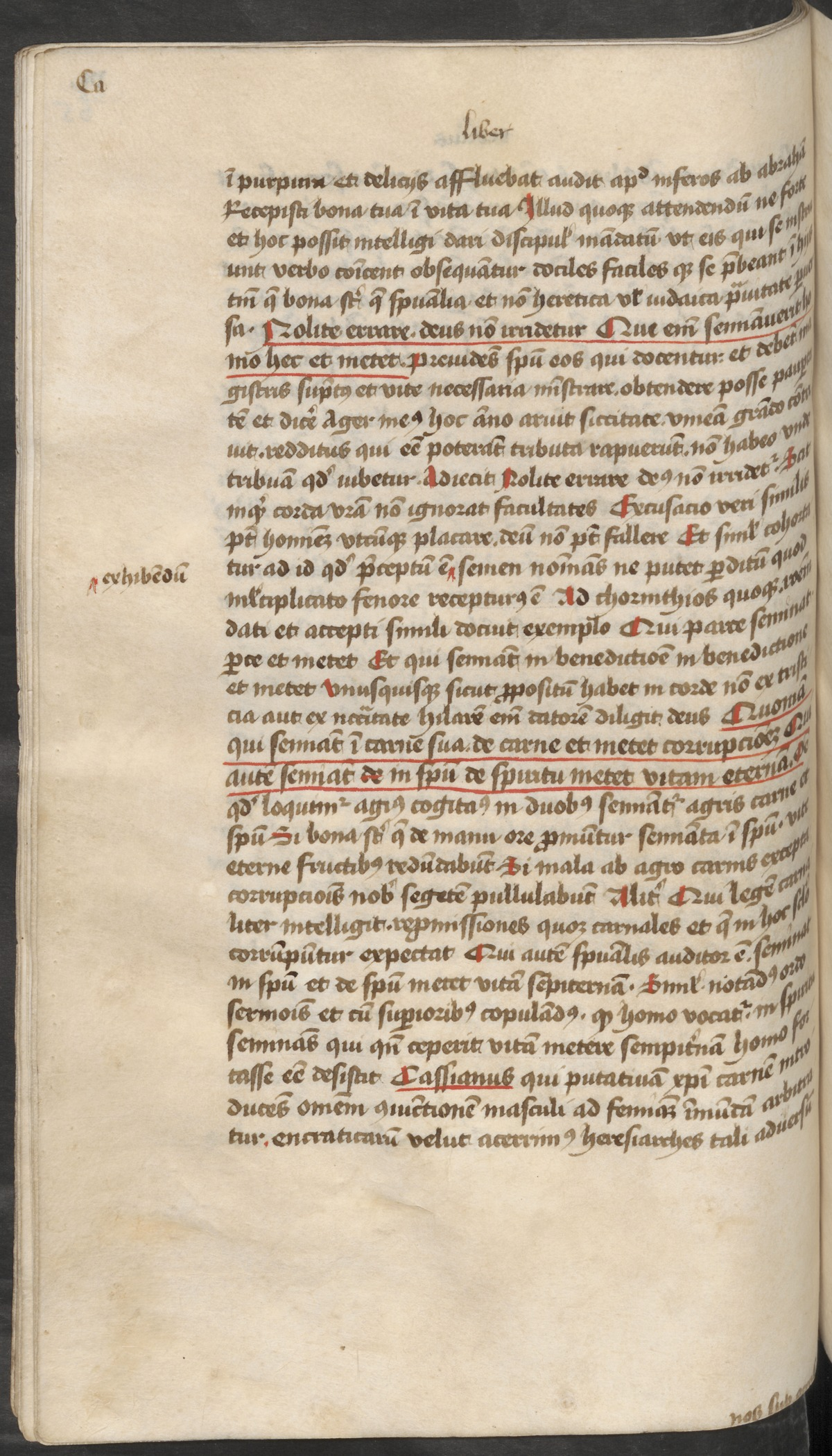
Afb. 2: fol. 72r. is geschreven door een andere kopiist. Er is een correctie zichtbaar in de marche.

### Rubricering
HS. 102 bevat verschillende soorten rubricering. Er zijn beginletters met rood aangestreept, passages met een rode lijn onderstreept (in het 15e-eeuwse deel van de tekst), en in rood geschreven rubrieken voor titels, zoals op fol. 48v. In de marges staat vaak de afkorting ‘no’, waarschijnlijk voor ‘nota’, want het markeert belangrijke passages in de tekst. Op fol. 107v wordt de voortzetting van het handschrift in met rood g
Geschreven tekst uitgelegd en op fol. 1v en 2r, is de inhoudsopgave gecorrigeerd en benadrukt met rode inkt.

### Decoratie
De decoratie in dit handschrift is summier. Soms zijn er penwerkinitialen aangebracht die duidelijk de Utrechtse stijl vertonen. Dit type penwerk wordt aangeduid als bulges-and-long-lines-penwork, dat werd gebruikt tussen 1420-1445. It can be recognised by the long lines that are bent at the end and the cords of pearls that decorate the initial.  Op fol. 4r en fol. 5r. is de kenmerkende ‘Utrechtse draak’ aangebracht in het oog van de initiaal. De decoratie is niet altijd voltooid: op fol. 24v liet de kopiist ruimte over en ook de representant voor de letter die hier moest komen is nog te zien. De letter is nu aangebracht met blauwe inkt, maar het penwerk ontbreekt nog. De Utrechtse kartuizers waren vaak verantwoordelijk voor zowel het schrijven van teksten als de penwerksecoratie. Het is aannemelijk dat dit ook bij dit handschrift is gebeurd.

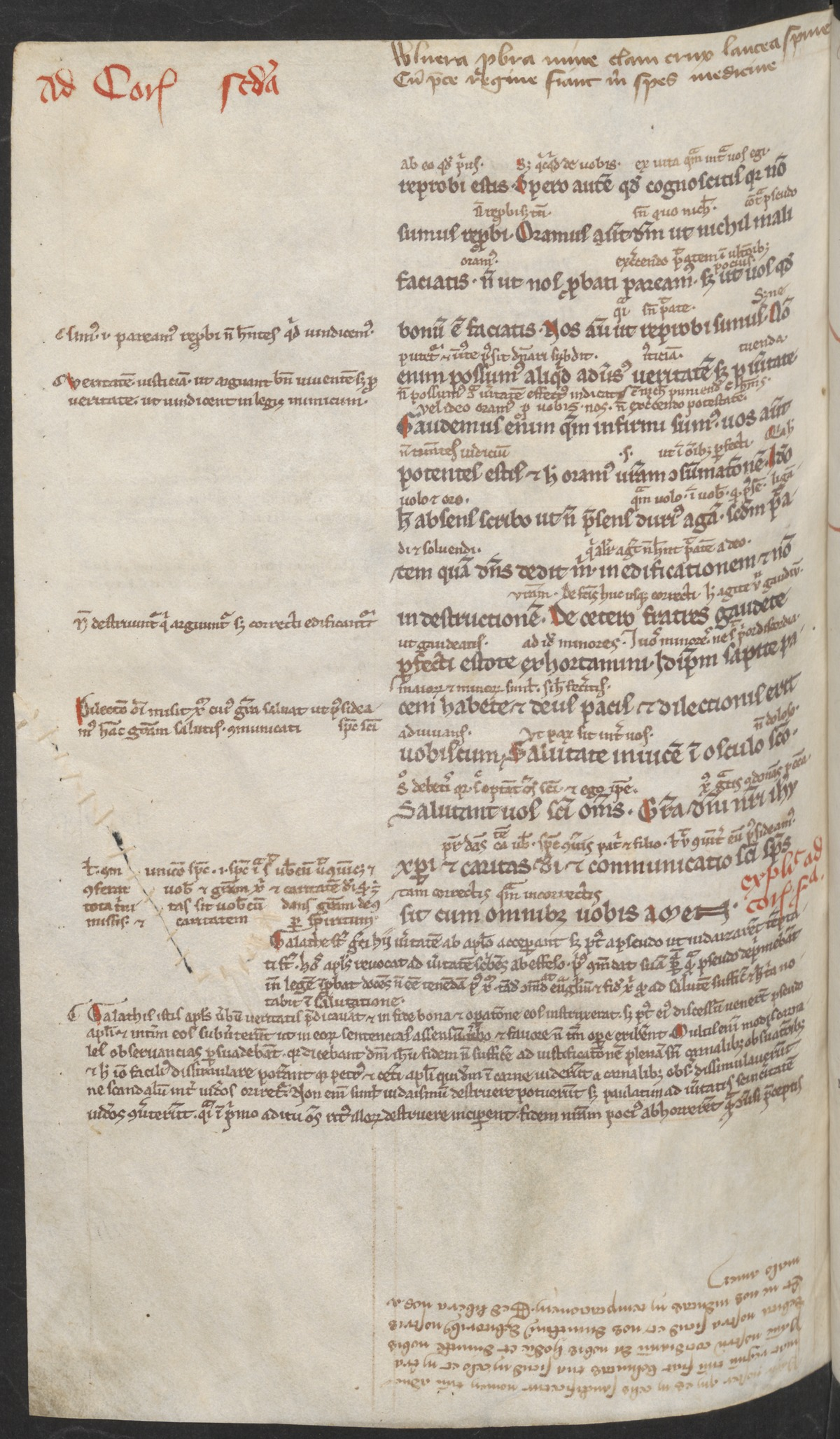
Afb 3: fol. 160v. Bladzijde uit het oude deel van het handschrift, met ouder schrift, en een andere manier van annoteren. Onderaan is het ‘pater noster’ gebed bijgeschreven.